# Stazione di Zaudinskij
La stazione di Zaudinskij (in russo Заудинский?) è una stazione ferroviaria posta sulla Ferrovia Transiberiana e punto di diramazione della ferrovia Transmongolica. Aperta nel 1900 è situata a Ulan-Udė nel quartiere di Zaudinskij.

## Storia
La stazione venne inaugurata nel 1900.